# Grevci
Grevci (en serbe cyrillique : Гревци) est un village de Serbie situé sur le territoire de la Ville de Kruševac, district de Rasina. Au recensement de 2011, il comptait 373 habitants.

## Démographie
| 1948 | 1953 | 1961 | 1971 | 1981 | 1991 | 2002 | 2011 |
| ---- | ---- | ---- | ---- | ---- | ---- | ---- | ---- |
| 535  | 570  | 572  | 526  | 523  | 489  | 415  | 373  |

|  |